# Chapelle Saint-Maurice du Moustoir
Pour les articles homonymes, voir Moustoir et Chapelle Saint-Maurice.
La chapelle Saint-Maurice du Moustoir est une chapelle catholique située dans la commune de Rosporden, en Bretagne. L'édifice actuel de style gothique est édifié du XVe au XVIe siècle à proximité de l'important chemin d'origine gallo-romaine servant au pèlerinage du Tro Breizh.
Le clocher a été abattu par un orage en 1937

Elle est classée monument historique depuis le 28 décembre 1910.

## Histoire
La chapelle Saint-Maurice du Moustoir est dédiée à saint Maurice de Langonnet, connu aussi sous le nom de saint Maurice de Carnoët.

## Architecture
La chapelle possède un magnifique portail datant du XVIe siècle, inspiré par la chapelle de chapelle de Saint-Herbot.

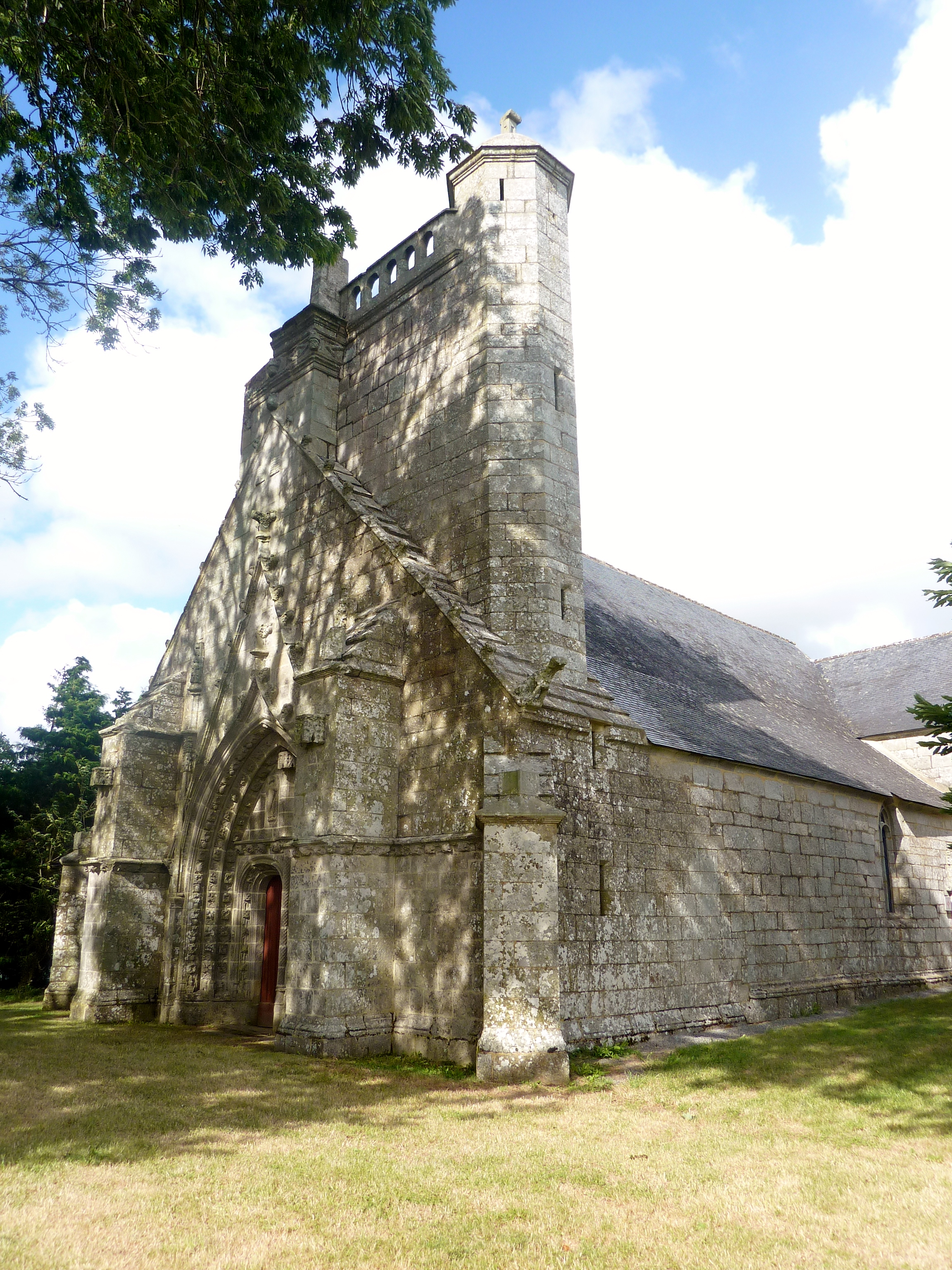
Chapelle Saint-Maurice du Moustoir : vue extérieure d'ensemble.
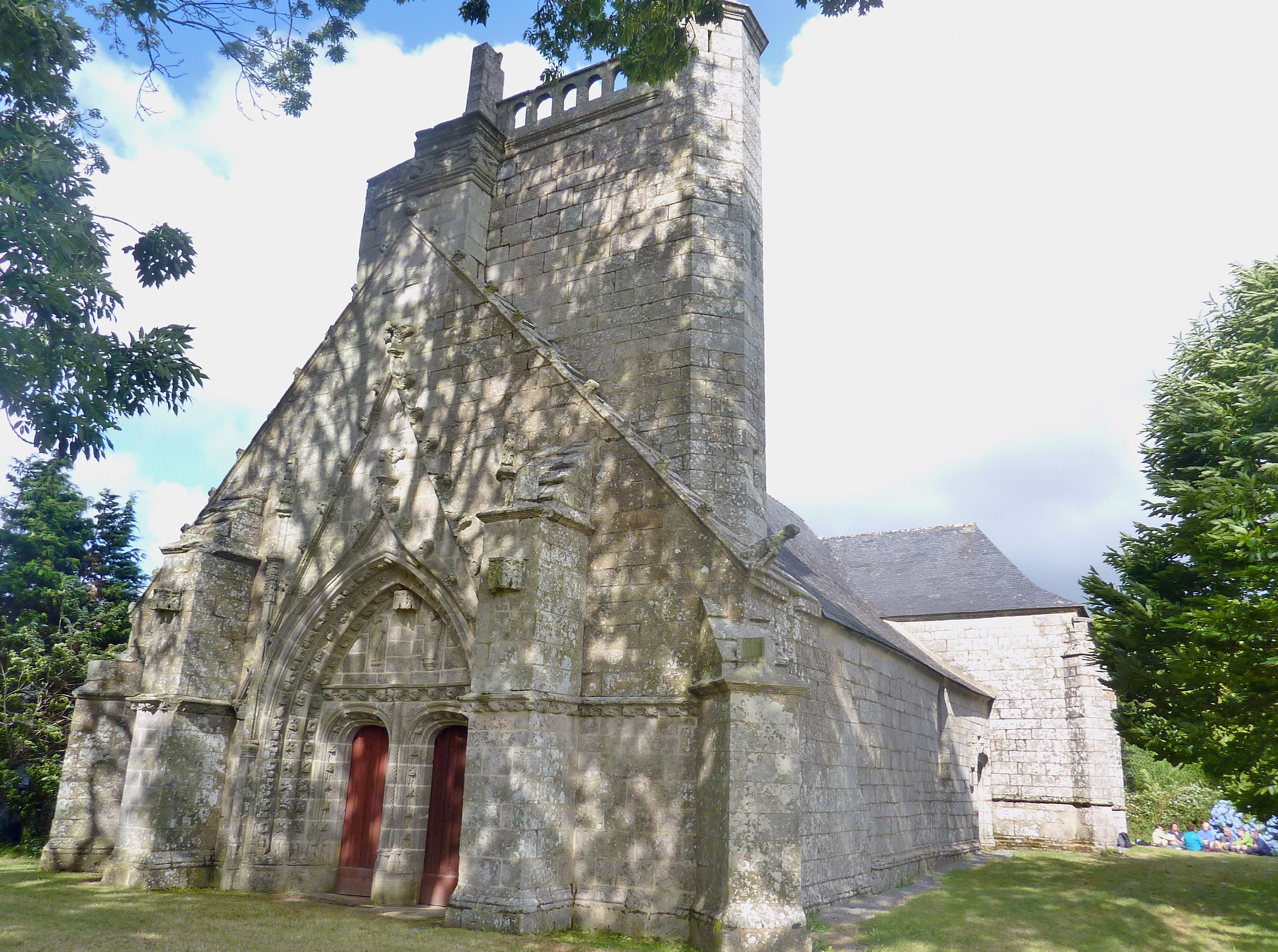
Chapelle Saint-Maurice du Moustoir : la façade.
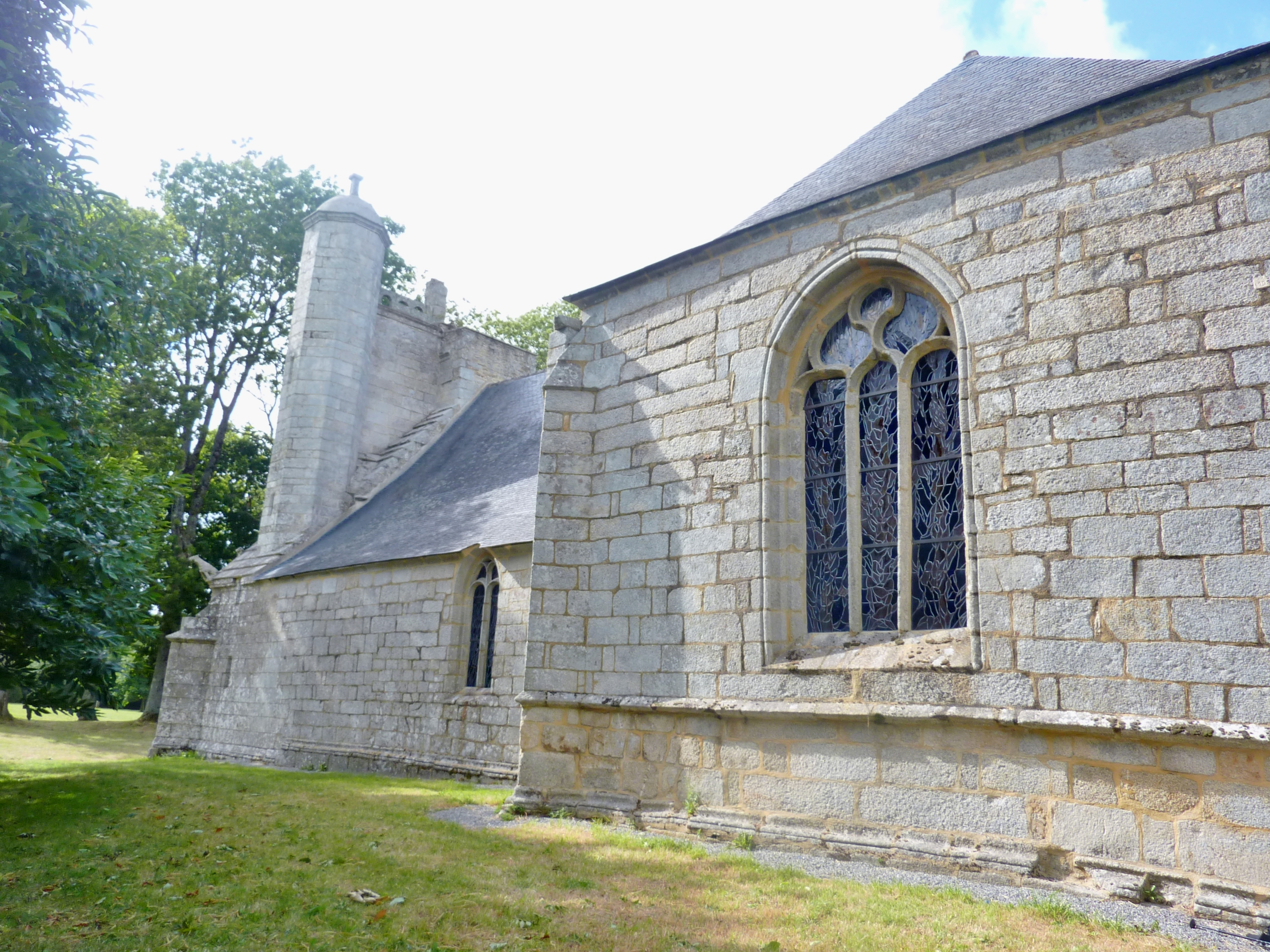
Chapelle Saint-Maurice du Moustoir : vue latérale.